# Hans Widmann (Buchwissenschaftler)
Hans Widmann (* 28. März 1908 in Urach; † 19. Dezember 1975 in Mainz) war ein deutscher Buchwissenschaftler und Bibliothekar. Er beschäftigte sich mit der Geschichte des Buchwesens vom Altertum bis zur Moderne.

## Leben und Werk
Hans Widmann, der Sohn des Oberlehrers Johannes Widmann, bestand 1922 das Landesexamen und besuchte anschließend die evangelisch-theologischen Seminare in Urach und Schöntal. Ab 1926 studierte er an der Universität Tübingen Klassische Philologie, Archäologie und Germanistik. In Tübingen wurde er Mitglied der Studentenverbindung AV Nicaria im SB.  Er verbrachte auch ein Semester an der Friedrich-Wilhelms-Universität zu Berlin. 1930 erhielt er den Karl-Faber-Preis der Universität Tübingen für eine Schrift über Terminologie und Sprachgebrauch des Philosophen Epikur, mit der er noch im selben Jahr mit dem Prädikat summa cum laude zum Dr. phil. promoviert wurde.
Nach dem ersten (1931) und zweiten Staatsexamen (1932) war Widmann zunächst als Gymnasiallehrer tätig. 1938 wechselte er in den Bibliotheksdienst und wurde an der Universitätsbibliothek Tübingen angestellt. Seit 1943 nahm Widmann als Soldat am Zweiten Weltkrieg teil. Er geriet in französische Gefangenschaft, aus der er am 31. Dezember 1945 entlassen wurde.
Ab 1946 arbeitete Widmann wieder an der Universitätsbibliothek Tübingen, wo er zum Oberbibliotheksrat und Stellvertreter des Bibliotheksdirektors ernannt wurde. Neben seiner Tätigkeit im Bibliotheksdienst unterrichtete Widmann auch das Fach Buchhandel an der Bibliotheksschule der Württembergischen Landesbibliothek Stuttgart. Die Universität Tübingen ernannte ihn 1960 zum Honorarprofessor für Buch- und Bibliothekskunde. Er beteiligte sich auch in verschiedenen Kommissionen des Vereins Deutscher Bibliothekare, beim Deutschen Bibliographischen Kuratorium sowie beim Börsenverein des Deutschen Buchhandels, in dessen Börsenblatt für den Deutschen Buchhandel – Frankfurter Ausgabe er auch publizierte. Widmann war unter Mitwirkung von Horst Kliemann und Bernhard Wendt Herausgeber von Der deutsche Buchhandel in Urkunden und Quellen.
1969 wurde Widmann zum ordentlichen Professor für Buch-, Schrift- und Druckwesen an die Johannes Gutenberg-Universität Mainz berufen, wo er die Nachfolge von Aloys Ruppel antrat. Hier vertrat er die Geschichte des Buchwesens vom Altertum bis zur Gegenwart und bezog auch die Technikgeschichte in Forschung und Lehre ein.
Hans Widmann war einer der produktivsten Buchwissenschaftler seiner Zeit. Er beschäftigte sich mit zahlreichen Aspekten der Geschichte des Buchdrucks: mit dessen Anfängen, seiner Verbreitung und Bedeutung in Württemberg, mit seiner Auswirkung auf die Entwicklung der deutschen Sprache sowie mit seiner Bedeutung für die Reformation. Sein Hauptwerk ist das zweibändige Handbuch Geschichte des Buchhandels vom Altertum bis zur Gegenwart, das zuerst 1952 und in stark überarbeiteter Form 1975 erschien.
Sein umfangreicher Nachlass befindet sich in der Universitätsbibliothek Tübingen (Handschriftenabteilung, Signatur: Mn 28).

## Veröffentlichungen (Auswahl)
- Beiträge zur Syntax Epikurs. Kohlhammer, Stuttgart 1935 (= Tübinger Beiträge zur Altertumswissenschaft. Band 24).
- Bibliographien zum deutschen Schrifttum der Jahre neunzehnhundertneununddreissig bis neunzehnhundertfünfzig. Niemeyer, Tübingen 1951.
- Schwäbische Alb. Geschichte eines Namens. Verlag des Schwäbischen Albvereins, Stuttgart 1957.
- Der deutsche Buchhandel in Urkunden und Quellen. 2 Bände, Hauswedell, Hamburg 1965.
- mit Robert Holder: Die Schwäbische Alb – gesehen und erwandert. Holder, Urach 1966; 5. Auflage ebenda 1981.
- Herstellung und Vertrieb des Buches in der griechisch-römischen Welt. In: Archiv für Geschichte des Buchwesens. Band 8,  1967, Sp. 545–639.
- Vom Buchwesen der alten Reichsstadt Reutlingen. In: Reutlinger Geschichtsblätter. Band 67 (Neue Folge 4), 1967, S. 7–42.
- Tübingen als Verlagsstadt. Mohr, Tübingen 1981 (= Contubernium. Band 1), ISBN 3-16-933022-5 (eingeschränkte Vorschau in der Google-Buchsuche).
- als Hrsg.: Der gegenwärtige Stand der Gutenberg-Forschung. Hiersemann, Stuttgart 1972 (= Bibliothek des Buchwesens. Band 1), ISBN 3-7772-7225-6.
- Geschichte des Buchhandels vom Altertum bis zur Gegenwart. Harrassowitz, Wiesbaden 1975, ISBN 3-447-01654-X.